# Rodrigo Vivar Téllez
Rodrigo Vivar Téllez (1906-1991) fue un político español de ideología falangista.

## Biografía
Nacido en Vélez-Málaga en 1906, realizó estudios de derecho en la Universidad de Granada. Magistrado de carrera, el comienzo de la Guerra civil le sorprendió en zona republicana, logrando en varias ocasiones evitar ser asesinado por las milicias anarquistas. Tras la ocupación franquista de Málaga pasó a servir al nuevo régimen. En Málaga su principal valedor fue el gobernador José Luis Arrese, que lo llegó a proponer para dirigir la delegación provincial de Información e Investigación. Fue gobernador civil de la provincia de Almería entre 1940 y 1942. En el contexto del atentado de Begoña y la crisis de 1942, pasó a ser nombrado gobernador civil de Vizcaya el 6 de septiembre de 1942. Se mantuvo en el cargo hasta 1944.
En septiembre de 1944 fue nombrado vicesecretario general de FET y de las JONS, en sustitución de Manuel de Mora-Figueroa. Cuando en julio de 1945 el Ministro-secretario general José Luis Arrese fue destituido de su puesto, Vivar Téllez quedó oficialmente a cargo de la Secretaría general del partido único y se hizo con las riendas de Falange. Considerado un «neofalangista», se mostró muy alejado de los antiguas camisas viejas que habían dominado el partido; llegó incluso a pedir a Franco la disolución de FET y de las JONS. Se mantuvo en este cargo hasta 1951.
También fue procurador en las Cortes franquistas y miembro del Consejo Nacional de FET y de las JONS.
Falleció en Madrid en 1991.